# تپه قلعه قلقله
تپه قلعه قلقله مربوط به عصر آهن - دوره اشکانیان - دوره ساسانیان است و در شهرستان قروه، بخش ئیلاق، دهستان ییلاق جنوبی، ۳ کیلومتری شمال غربی روستای قلقله واقع شده و این اثر در تاریخ ۶ اسفند ۱۳۸۵ با شمارهٔ ثبت ۱۷۴۵۰ به‌عنوان یکی از آثار ملی ایران به ثبت رسیده است.